# Diócesis de Guaxupé

Regional CNBB Leste 2.

Mapa de la Diócesis de Guaxupé.

La diócesis de Guaxupé (en latín: Dioecesis Guaxupensis y en portugués: Diocese de Guaxupé) es una circunscripción eclesiástica de la Iglesia católica en Brasil. Se trata de una diócesis latina, sufragánea de la arquidiócesis de Pouso Alegre. Desde el 13 de junio de 2007 su obispo es José Lanza Neto.

## Territorio y organización

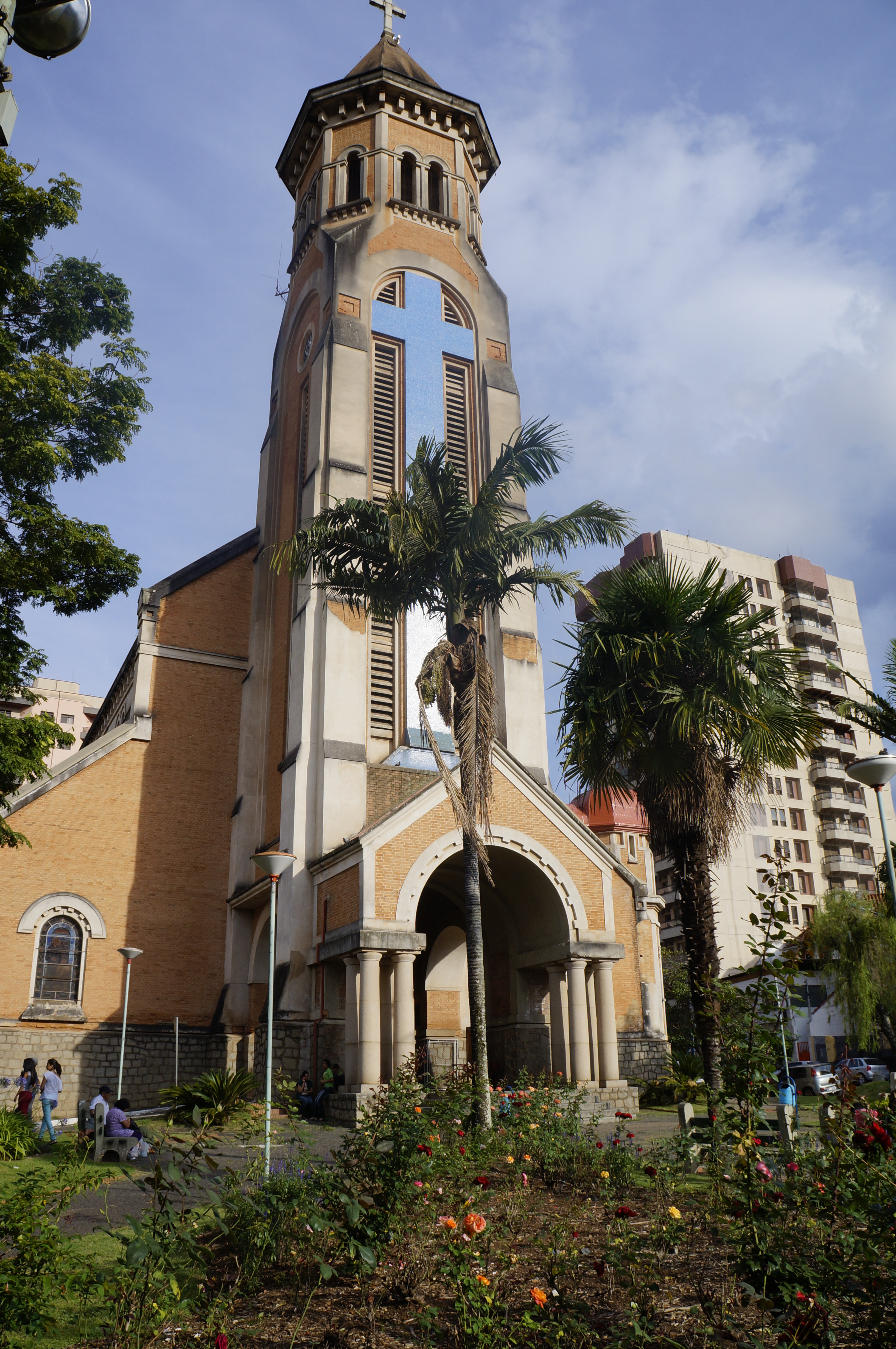
Basílica menor de Nuestra Señora de la Salud, Poços de Caldas

La diócesis tiene 17 544 km² y extiende su jurisdicción sobre los fieles católicos de rito latino residentes en 41 municipios del estado de Minas Gerais: Guaxupé, Alfenas, Alpinópolis, Alterosa, Arceburgo, Areado, Bandeira do Sul, Bom Jesus da Penha, Botelhos, Cabo Verde, Campestre, Capetinga, Carmo do Rio Claro, Cássia, Claraval, Conceição da Aparecida, Delfinópolis, Divisa Nova, Fama, Fortaleza de Minas, Guaranésia, Ibiraci, Itamogi, Itaú de Minas, Jacuí, Juruaia, Machado, Monte Belo, Monte Santo de Minas, Muzambinho, Nova Resende, Paraguaçu, Passos, Poços de Caldas, Pratápolis, São João Batista do Glória, São José da Barra, São Pedro da União, São Sebastião do Paraíso, São Tomás de Aquino y Serrania.
La sede de la diócesis se encuentra en la ciudad de Guaxupé, en donde se halla la Catedral de Nuestra Señora de los Dolores. En Poços de Caldas se encuentra la basílica menor de Nuestra Señora de la Salud.
En 2021 en la diócesis existían 87 parroquias agrupadas en 7 sectores: Guaxupé, Alfenas, Areado, Cássia, Passos, Poços de Caldas y São Sebastião do Paraíso. 

## Historia
La diócesis fue erigida el 3 de febrero de 1916 con la bula Universalis ecclesiae procuratio del papa Benedicto XV, obteniendo el territorio de la diócesis de Pouso Alegre (hoy arquidiócesis).
Originalmente sufragánea de la arquidiócesis de Mariana, el 14 de abril de 1962 pasó a formar parte de la provincia eclesiástica de la arquidiócesis de Pouso Alegre.
El 11 de mayo de 1968 cedió una parte de su territorio para la erección de la abadía territorial de Claraval (mediante la bula Caelestis urbis), la cual fue suprimida el 31 de julio de 2002, incorporando su territorio a la misma diócesis de Guaxupé (mediante el decreto Ad uberius de la Congregación para los Obispos).
El 22 de noviembre de 2005 la Congregación para el Culto Divino y la Disciplina de los Sacramentos confirmó a Nuestra Señora de los Dolores como patrona principal de la diócesis.

El 19 de agosto de 2008 la diócesis se amplió, incorporando dos parroquias que hasta entonces habían pertenecido a la diócesis de Luz mediante el decreto Ad uberius.

## Estadísticas
Según el Anuario Pontificio 2022 la diócesis tenía a fines de 2021 un total de 682 500 fieles bautizados.
| Año                                                                             | Población            | Población | Población      | Sacerdotes | Sacerdotes    | Sacerdotes    | Bautizados por sacerdote | Diáconos permanentes | Religiosos | Religiosos | Parroquias |
| Año                                                                             | Bautizados católicos | Total     | % de católicos | Total      | Clero secular | Clero regular | Bautizados por sacerdote | Diáconos permanentes | Varones    | Mujeres    | Parroquias |
| ------------------------------------------------------------------------------- | -------------------- | --------- | -------------- | ---------- | ------------- | ------------- | ------------------------ | -------------------- | ---------- | ---------- | ---------- |
| 1950                                                                            | 572 000              | 575 000   | 99.5           | 85         | 48            | 37            | 6729                     |                      | 78         | 215        | 49         |
| 1966                                                                            | 523 400              | 537 000   | 97.5           | 94         | 53            | 41            | 5568                     |                      | 61         | 392        | 56         |
| 1970                                                                            | 417 093              | 453 068   | 92.1           | 109        | 72            | 37            | 3826                     |                      | 69         | 387        | 57         |
| 1976                                                                            | 398 204              | 477 155   | 83.5           | 76         | 53            | 23            | 5239                     | 1                    | 47         | 244        | 56         |
| 1980                                                                            | 348 000              | 478 874   | 72.7           | 75         | 51            | 24            | 4640                     | 2                    | 47         | 228        | 59         |
| 1990                                                                            | 583 000              | 689 000   | 84.6           | 68         | 54            | 14            | 8573                     | 1                    | 25         | 194        | 60         |
| 1999                                                                            | 556 613              | 755 641   | 73.7           | 87         | 68            | 19            | 6397                     | 1                    | 28         | 166        | 70         |
| 2000                                                                            | 556 613              | 755 641   | 73.7           | 93         | 74            | 19            | 5985                     | 1                    | 33         | 154        | 73         |
| 2001                                                                            | 596 226              | 805 711   | 74.0           | 83         | 64            | 19            | 7183                     | 1                    | 28         | 129        | 72         |
| 2002                                                                            | 597 029              | 805 711   | 74.1           | 83         | 64            | 19            | 7193                     | 1                    | 28         | 129        | 73         |
| 2003                                                                            | 597 029              | 805 711   | 74.1           | 87         | 68            | 19            | 6862                     |                      | 83         | 165        | 73         |
| 2004                                                                            | 572 711              | 818 159   | 70.0           | 88         | 77            | 11            | 6508                     |                      | 20         | 143        | 75         |
| 2006                                                                            | 608 000              | 867 000   | 70.1           | 96         | 78            | 18            | 6333                     |                      | 46         | 120        | 81         |
| 2013                                                                            | 659 000              | 936 000   | 70.4           | 116        | 100           | 16            | 5681                     |                      | 35         | 76         | 82         |
| 2016                                                                            | 683 500              | 937 600   | 72.9           | 126        | 104           | 22            | 5424                     |                      | 32         | 93         | 86         |
| 2019                                                                            | 700 000              | 960 250   | 72.9           | 129        | 113           | 16            | 5426                     |                      | 21         | 56         | 87         |
| 2021                                                                            | 682 500              | 949 400   | 71.9           | 132        | 116           | 16            | 5170                     |                      | 28         | 74         | 87         |
| Fuente: Catholic-Hierarchy, que a su vez toma los datos del Anuario Pontificio. |                      |           |                |            |               |               |                          |                      |            |            |            |

## Episcopologio
- Antônio Augusto de Assis † (7 de febrero de 1916-2 de agosto de 1918 nombrado obispo auxiliar de Mariana[nota 1])
  - António Emidio Corrêa † (3 de julio de 1919-1920 renunció) (obispo electo)
- Ranulfo da Silva Farias † (22 de abril de 1920-5 de agosto de 1939 nombrado arzobispo de Maceió)
- Hugo Bressane de Araújo † (19 de septiembre de 1940-3 de septiembre de 1951 nombrado arzobispo coadjutor de Belo Horizonte[nota 2])
- Inácio João Dal Monte, O.F.M.Cap. † (21 de mayo de 1952-29 de mayo de 1963 falleció)
- José de Almeida Batista Pereira † (2 de abril de 1964-16 de enero de 1976 renunció)
- José Alberto Lopes de Castro Pinto † (16 de enero de 1976-14 de septiembre de 1989 renunció)
- José Geraldo Oliveira do Valle, C.S.S. (14 de septiembre de 1989 por sucesión-19 de abril de 2006 retirado)
- José Mauro Pereira Bastos, C.P. † (19 de abril de 2006-14 de septiembre de 2006 falleció)
- José Lanza Neto, desde el 13 de junio de 2007